# Ойебола, Джеймс
Джеймс Ойебола (англ. James Oyebola; 10 июня 1961, Лагос — 27 июля 2007, Хаммерсмит и Фулем, Большой Лондон) — британский боксёр нигерийского происхождения, представитель тяжёлой весовой категории. Выступал за сборную Англии по боксу в середине 1980-х годов, бронзовый призёр Игр Содружества, двукратный чемпион английского национального первенства. В период 1987—1996 годов боксировал также на профессиональном уровне, владел титулами чемпиона Великобритании и интернационального чемпиона по версии WBC.

## Биография
Джеймс Ойебола родился 10 июня 1961 года в Лагосе, Нигерия. Ещё в молодости переехал на постоянное жительство в Англию, проживал в Паддингтоне и Вестминстере, Лондон.

### Любительская карьера
Впервые заявил о себе в боксе в 1986 году, когда одержал победу на чемпионате Англии в зачёте тяжёлой весовой категории. Попав в основной состав английской национальной сборной, побывал на Играх Содружества в Эдинбурге, откуда привёз награду бронзового достоинства, выигранную в тяжёлом весе — на стадии полуфиналов был остановлен представителем Канады Ленноксом Льюисом.
В 1987 году Ойебола вновь выиграл чемпионат Англии, принял участие в матчевой встрече со сборной Шотландии, выиграв нокаутом у шотландского боксёра Ричарда Нэгла.

### Профессиональная карьера
Покинув расположение английской сборной, в июле 1987 года Джеймс Ойебола успешно дебютировал на профессиональном уровне. Выступал в основном на домашних британских рингах, большинство боёв выигрывал, но случались и поражения.
В октябре 1993 года техническим нокаутом в первом раунде победил Роджера Маккензи, получив титул интернационального чемпиона в тяжёлом весе по версии Всемирного боксёрского совета (WBC). Впоследствии благополучно защитил полученный чемпионский пояс, отправив в нокаут соотечественника Скотта Уэлша.
В ноябре 1994 года стал обладателем вакантного титула чемпиона Великобритании в тяжёлом весе, выиграв нокаутом у непобеждённого Клифтона Митчелла.
В повторном бою против Скотта Уэлша в октябре 1995 года проиграл техническим нокаутом в десятом раунде и лишился титула чемпиона Великобритании. При этом на кону также стоял вакантный титул чемпиона Содружества в тяжёлой весовой категории.
В сентябре 1996 года техническим нокаутом уступил соотечественнику Джулиусу Фрэнсису и на том завершил карьеру профессионального спортсмена.
Всего провёл на профи-ринге 23 боя, из них 18 выиграл (в том числе 16 досрочно), 4 проиграл, тогда как в одном случае была зафиксирована ничья.

### Гибель
23 июля 2007 года во время отдыха в ночном клубе Chateau 6 в юго-западном Лондоне у Ойеболы возник конфликт с несколькими посетителями — он обратился к ним с просьбой потушить сигареты, но те в ответ отрыли по нему огонь из огнестрельного оружия — в результате бывший боксёр получил ранения в заднюю часть шеи и ногу. В тяжёлом состоянии его доставили в ближайшую больницу, и там он находился в течение четырёх суток. Врачи зафиксировали смерть мозга, и родственники дали согласие на отключение его от аппарата искусственного жизнеобеспечения. Таким образом, 27 июля Ойебола скончался.
Четверо человек проходили по уголовному делу в качестве подозреваемых, но двоим удалось доказать непричастность к произошедшему. Виновным в убийстве в итоге был признан житель Лондона Кенианта Мубанга Муленга 1985 года рождения, в октябре 2008 года его приговорили к 28 годам лишения свободы.